# 百日紅の下にて
『百日紅の下にて』（さるすべりのしたにて）は、横溝正史の短編推理小説。「金田一耕助シリーズ」の一作。

## 概要と解説
本作は、『改造』1951年（昭和26年）11月号に発表されたもので、角川文庫『殺人鬼』（ISBN 978-4-04-355504-8）と春陽文庫『本陣殺人事件』（ISBN 978-4-394-39527-0）、創元推理文庫『日本探偵小説全集 (9) 横溝正史集』（ISBN 978-4-488-40009-5）、角川文庫『真山仁が語る横溝正史 私のこだわり人物伝』（ISBN 978-4-04-394369-2）に収録されている。本作は『獄門島』事件の直前を描いた物語であり、ラストが『獄門島』へと繋がる形となっている。
本作は「金田一耕助もの」の一覧を作成する場合に問題になることがある。それは、本作に登場する「復員者風の男」が金田一耕助であることが最後の3行まで読者に明かされないため、本作を「金田一耕助もの」として扱うこと自体が「ネタバレ」になってしまうからである。

## ストーリー
1946年（昭和21年）9月の初め頃の夕刻のことである。市谷八幡の近所の坂の上で、空襲で焼け落ちた自らの屋敷の前に佇む資産家・佐伯一郎の前に川地謙三の戦友だという復員者風の男が訪れた。その男は、川地はニューギニヤで戦死したが、死の直前まで1943年（昭和18年）春頃に起こったある事件について心を悩ましていた。そして、復員者風の男が佐伯と話し合えば事件の謎が解けるという。それにあたって川地はまず、佐伯に由美という女性について語ってもらってくれということであった。
川地の思惑が分からないまま、佐伯は1942年（昭和17年）春頃に自殺した彼女について語り始めた。佐伯は若い婦人の前では口も利けないほどの極端なガール・シャイである一方、女性に対して理想を抱く人物であった。そこで佐伯は大学を出た年、思い切って未来の妻なり愛人なりを自分の手で育てようと決心したのである。そんな佐伯に選ばれたのが由美であった。由美は母親に捨てられ、父親が死んだ8歳の時に芸者屋に売られた娘であった。佐伯は9歳になった由美を引き取って手塩に掛けて育て、由美は若く美しい女性へと成長した。そうして成長し佐伯の妻となった彼女の周囲にはいろんな若い男が集まり、そのうちの1人が川地であった。由美と同様に孤児だった川地は横浜で育った不良少年で、類い稀な美少年であった。
1941年（昭和16年）の夏の初め、当時36歳だった佐伯に赤紙が届き、彼は21歳となった妻の由美を4人の友人、川地、五味謹之助、志賀久平、鬼頭準一に託して戦地に赴いた。そして足にひどい負傷をして左の膝関節から下を切断され、義足をはめて佐伯が帰ってきた1942年（昭和17年）の春、その1週間後に由美は服毒自殺を遂げた。遺書も遺言も残されていなかった。
1943年（昭和18年）の春、佐伯は前述の4人を由美の命日の2日前から自宅に招き、その命日に一周忌の法事を行った。それがある程度進んだところで、佐伯がジンを用意し皆に配った。すると、それを飲んだ五味が死んだ。五味のグラスにだけ青酸カリが入っていたのである。
最初に疑われたのはジンを用意した佐伯であったが、グラスが皆に配られるまでには幾重もの予見不可能な紆余曲折があったので、すぐに容疑から外された。それでは青酸カリはグラスが配られてから混入されたのではということになり、五味のそばにいた川地が疑われることになった。さらに川地が自分のグラスをこっそり五味のグラスとすり替えたことも判明した。そのすり替えの理由がグラスに短い髪の毛が浮かんでいたということだったので、もしやそれが毒入りの目印なのではということになったが、グラスが配られる過程を考慮しても、やはり青酸カリはあとから混入されたということになった。しかも、川地のかばんには、青酸カリの入った小瓶があった。
川地の疑いは濃厚なものとなったが、たまたま川地は用事で事件の前夜から他の家に泊まっていて不在であり、青酸カリ入りの小瓶の入ったかばんを佐伯家に置いたままであった。その不在の間に佐伯の愛犬のネロが血を吐いて死んでおり、調べると餌に混ぜられた青酸カリによる中毒死だった。その食物は佐伯家の爺やが朝起きてから作って与えたものであり、何者かがネロに小瓶に入ったものを食物に混ぜて食べさせてその効果を試してから人間に用いたのではないかということになり、そうすると川地にはネロに青酸カリを飲ませることができないことから彼の疑いは晴れた。
結局、爺やの証言からネロの食物を用意したあと五味自身が台所に出入りしていたことが判明し、五味の自殺説が浮かび上がってきた。さらに当時の五味は、勤めていた商事会社が潰れて生活に困窮し、健康も害していたことから自暴自棄となり、自殺もしかねない状況にあった。そのことから、事件は五味の自殺として処理された。
しかし、この解決に満足していなかった川地は青酸カリ入りのグラスは自分に配られたもので、自身を殺そうとしたのは佐伯であると戦友である復員者風の男に語っていた。佐伯の応召中に暴力をもって由美を犯して性病を伝染（うつ）し彼女を自殺させた犯人は川地であると、佐伯は誤解しているのだと。
佐伯は、もしそうだとしてどうやってやったというのかと尋ねると、復員者風の男は言った。「不可能ではありません。もし、あなた自身も毒をのむつもりだったとしたら……」
復員者風の男の推理を聞いた佐伯はそれを認め、川地が由美を犯した犯人と決めつけた理由を話した。美少年で女たらしという偏見と由美が川地の額に接吻をしたのを目撃していたことから、犯人は川地以外にいないと思っていたのだった。それを聞いた復員者風の男は、川地が青酸カリを持っていたのは、五味こそが由美を犯した憎むべき犯人だと知り、復讐のために毒殺しようとしていたのだと語った。佐伯が頑なに川地を大嘘つきの犯人だと罵ると、復員者風の男は佐伯が知らなかったある事実を打ち明けた。実は川地は、由美が2歳の頃情夫と駆け落ちした生母が産み落とした、父親の違う弟だったのである。
結局、佐伯は相手を間違えて殺したと思っていたが、偶然ながら川地と二人がかりで由美の真の仇を討っていたのだった。復員者風の男が真相を解き明かして去ろうとすると、佐伯は名前を問うた。彼は「金田一耕助」と答えた。
そして、金田一は瀬戸内海の孤島「獄門島」へ急ぐため、去っていった。

## 登場人物
- 佐伯一郎 - 資産家。戦傷で左の膝関節から下を切断し、義足をはめている。
- 佐伯由美 - 佐伯の妻。佐伯が幼時に引き取り、理想の妻に育て上げたが、佐伯が応召から帰還した直後に自殺した。
- 川地謙三 - 横浜で育った不良少年。由美の異父弟であるが、佐伯はそのことを知らなかった。
- 復員者風の男 - 川地謙三の戦友。その正体は私立探偵・金田一耕助。
- 五味謹之助 - 佐伯の中学時代の後輩。築地の商事会社に勤務。1943年（昭和18年）の事件でジンに混入されていた青酸カリにより死亡。
- 志賀久平 - 佐伯の大学時代の同窓。詩人。私立大学の講師。準備中のジンを待ちきれずに飲み、グラスの位置を変えていた。
- 鬼頭準一 - かつての佐伯家の書生。軍需会社に勤務。事件の直前に「空襲だ」と誤って叫んだため、皆の注意がグラスから離れていた。

## メディアミックス

### 舞台
- 百日紅の下にて （2002年12月28日・12月29日、一徳会、演出：石井幸水、金田一：青木奈々）
- 百日紅の下にて （2003年12月20日、綜合正義企画、金田一：林正樹）

### 漫画
- ささやななえ 『別冊少女コミック』（小学館）1977年12月号掲載
  - 『ささやななえ傑作集1 獄門島』（小学館、1978年9月20日、ISBN 978-4091304018）に収録
  - 『横溝正史に捧ぐ新世紀からの手紙』（角川書店、2002年5月25日、ISBN 978-4048837231）に収録

### テレビドラマ
NHK BSプレミアムの『シリーズ横溝正史短編集 金田一耕助登場！』の第3回として、2016年11月26日に放送。演出は渋江修平。
科白やナレーションのほぼ全てを原作から抽出した文言とし、ストーリー展開にも原作からの逸脱は特に見られないが、映像からはリアリティを排している傾向がある。たとえば、佐伯と金田一が語り合う屋敷跡の場面はいささか幻想的であり、金田一の風体も現実的でない。また、佐伯と由美の性生活は「踊る布団」が表現している。一周忌参列者たちの行動は不自然なまでに大袈裟である。

#### キャスト
- 金田一耕助：池松壮亮
- 佐伯一郎：嶋田久作
- 佐伯由美：コムアイ（水曜日のカンパネラ）
- 志賀久平：マギー審司
- 五味謹之助：ゆってぃ
- 鬼頭準一：白仁裕介
- 川地謙三・朗読：栁俊太郎